# Lista di stretti
Questa lista degli stretti è un'appendice della voce stretto.
Vedi anche: Categoria:stretti

## A
- Passaggio di Agate - Stretto di Puget
- Stretto di Agattu - Isole Aleutine
- Stretto di Akashi - Giappone
- Stretto di Alas - Indonesia
- Stretto di Alor - Piccole Isole della Sonda
- Passaggio di Amchitka - Isole Aleutine
- Passaggio di Anegada - Isole Vergini e Anguilla
- Canale di Anguilla - Anguilla e Saint Martin

## B
- Bocche di Bonifacio - tra la Sardegna e la Corsica
- Bab el-Mandeb - tra il Mar Rosso e l'Oceano Indiano
- Bab Iskander - tra Yemen e l'isola di Perim
- Stretto di Balabac - tra Palawan, le Filippine e il Borneo
- Stretto di Bali - tra le isole indonesiane di Bali e Giava
- Stretto di Baltijsk - tra la laguna della Vistola e la Baia di Danzica
- Stretto di Bangka - tra le isole indonesiane di Bangka e Sumatra
- Stretto di Bass - tra l'Australia e la Tasmania
- Canale di Beagle - nella Terra del Fuoco
- Stretto di Belle Isle - tra l'isola di Terranova e il Canada
- Stretto di Bering - tra l'Asia e l'America del Nord
- Stretto di Bohol - chiamato anche Stretto di Cebu, tra Bohol e l'isola di Cebu nelle Filippine
- Bosforo - tra l'Europa e l'Asia
- Stretto di Bransfield - tra le Isole Shetland e la Penisola Antartica
- Canale di Bungo - Giappone

## C
- Stretto di Caboto - tra Terranova e l'Isola del Capo Bretone
- Stretto di Canso - tra l'Isola del Capo Bretone e la Nuova Scozia
- stretto di Carquinez - tra la Baia di San Pablo e la Baia di Suisun, California
- Stretto di Cebu - chiamato anche Stretto di Bohol, tra Bohol e l'isola di Cebu nelle Filippine
- Stretto di Chatham - tra isole dell'Arcipelago Alessandro, nell'Alaska sud-orientale
- Stretto di Chio - tra l'isola greca di Chio e la costa della Turchia
- Stretto di Clarence - tra l'Isola Principe di Galles (Canada) e la terraferma dell'Alaska
- Canale di Colombo - tra Trinidad e il Venezuela
- Stretto di Cook - tra l'isola del Nord e l'isola del Sud della Nuova Zelanda
- Stretto di Corea - tra la Corea e il Giappone
- Stretto di Corfù - tra l'isola greca di Corfù e la terraferma di Grecia e Albania

## D
- Dact el-Mayun - tra il Mar Rosso e l'Oceano Indiano
- Stretto di Dampier (Indonesia) - tra le Isole Raja Ampat
- Stretto di Dampier (Papua Nuova Guinea) - tra isole della Nuova Guinea
- Stretti danesi - vari stretti tra la Scandinavia e la penisola dello Jutland
- Dardanelli - tra l'Europa e l'Asia
- Stretto di Davis - tra l'Isola di Baffin e la Groenlandia
- Stretto di Danimarca - tra la Groenlandia e l'Islanda
- Fiume Detroit - tra il Lago St. Clair e il Lago Erie
- Dixon Entrance - sulla costa del Pacifico tra la Columbia Britannica e gli Stati Uniti d'America
- Stretto Dolphin e Union - tra i canadesi Territori del Nord-Ovest e l'Isola Victoria
- Stretto di Dover - punto più stretto della Manica
- Bocche del Drago (Bocas del Dragón) - tra Trinidad e il Venezuela
- Canale di Drake - tra il Sudamerica e l'Antartide

## E
- East River - tra Manhattan e Long Island
- Stretto di Euripe - tra l'isola greca dell'Eubea e la Beozia e l'Attica.

## F
- Stretto di Falkland - tra le Isole Falkland
- Fehmarn Belt - tra l'isola tedesca di Fehmarn da quella danese di Lolland
- Stretti della Florida - tra la Florida e Cuba
- Stretto di Foveaux - tra l'isola del Sud e l'isola Stewart in Nuova Zelanda
- Stretto di Fram - Tra le isole Svalbard e la Groenlandia
- Stretto di Fury e Hecla - tra l'Isola di Baffin e la Penisola di Melville

## G
- Stretto di Georgia - tra l'Isola di Vancouver e la Columbia Britannica
- Stretto di Gibilterra - tra l'Europa e l'Africa
- Golden Gate - nei pressi di San Francisco
- Grande Belt - Danimarca
- Passaggio di Guadalupa - a nord di Guadalupa

## H
- Stretto di Hecate - nella Columbia Britannica
- Stretto di Honguedo - in Québec
- Stretto di Hormuz - tra Arabia e Iran
- Stretto di Hōyo - in Giappone
- Stretto di Hudson - tra l'Isola di Baffin e il Québec

## J
- Stretto di Jacques Cartier — tra l'Isola d'Anticosti e la Côte-Nord del Québec
- Stretto di Johor - tra Singapore e la Malaysia
- Stretto di Juan de Fuca - tra l'Isola di Vancouver e la Penisola Olimpica, nello stato di Washington

## K
- Stretto di Kalmar - nel Mar Baltico svedese
- Stretto di Kanmon - tra le isole giapponesi di Honshū e Kyūshū
- Stretto di Kara - tra la Novaja Zemilja e l'isola di Vajgač
- Stretto di Karimata - tra Sumatra e il Borneo
- Stretto di Kerč' - tra la Crimea e la Russia
- Kill Van Kull - tra Staten Island e il New Jersey
- Stretto di Kitan - Giappone
- Stretto di Kwangtung
- Stretto di Kvarken - tra la Svezia e la Finlandia

## L
- Stretto di La Pérouse (chiamato anche Stretto della Soia) - tra l'isola di Sachalin e il Giappone
- Stretto di Lancaster - tra l'isola di Devon e l'isola di Baffin, in Canada
- Stretto di Lombok - tra Bali e Lombok, in Indonesia
- Stretto di Luzon - tra Taiwan e l'isola di Luzon, Filippine
- Canale Lynn canale naturale dell'Alaska sud-orientale

## M
- Stretti di Mackinac - nel Michigan, Stati Uniti
- Stretto di Magellano - tra l'America del Sud e la Terra del Fuoco
- Stretto di Makasar - tra il Borneo e Sulawesi
- Stretto di Malacca - tra la Malaysia e Sumatra
- Passaggio della Martinica - tra la Dominica e la Martinica
- Stretto di McClure - in Canada
- Stretto di Menai - tra l'isola di Anglesey e il Galles
- Stretto di Messina - tra la Calabria e la Sicilia
- Stretto di Mindoro - nelle Filippine
- Stretto della Mona - tra le isole di Hispaniola e Porto Rico
- Stretto di Myeongnyang - in Corea del Sud

## N
- Stretto di Nares - tra l'Isola di Ellesmere e la Groenlandia
- The Narrows - tra Staten Island e Brooklyn a New York
- Stretto di Naruto - in Giappone
- Canale del Nord - tra l'Irlanda del Nord e la Scozia
- Stretto di Northumberland - tra l'Isola del Principe Edoardo e la Nuova Scozia, in Canada

## O
- Øresund - tra la Danimarca e la Svezia
- Stretto di Ormuz - tra Arabia e Iran
- Canale d'Otranto - tra la Puglia e l'Albania

## P
- Stretto di Palk - tra l'India e lo Sri Lanka
- Canale di Pearse - tra l'Alaska e le isole della Columbia Britannica
- Piccolo Belt - Danimarca
- Porte des Morts - tra la Baia di Green Bay e il Lago Michigan

## Q
- Stretto di Qiongzhou - in Cina

## S
- Stretto di San Bernardino - nelle Filippine
- Stretto di San Juanico - nelle Filippine
- Stretto di Sele - Indonesia
- Bocca del Serpente (Boca del Serpiente) - tra Trinidad e il Venezuela
- Stretto di Šelichov - tra l'Alaska e l'isola Kodiak
- Stretto di Shimonoseki
- Passaggio di Sibutu - tra il Borneo e l'arcipelago delle Isole Sulu
- Stretto di Sicilia - tra la Sicilia e l'Africa
- Stretto di Singapore - tra Singapore e l'Indonesia (Sumatra)
- Canale Sopravento - tra Cuba e Hispaniola
- Stretto di Sumba - in Indonesia
- Stretto della Sonda - tra Sumatra e Giava
- Stretto di Surigao - nelle Filippine

## T
- Stretto di Tablas - nelle Filippine
- Stretto di Taiwan - tra Taiwan e la Cina
- Stretto di Tañon - nelle Filippine
- Stretto dei Tartari - tra l'isola di Sachalin e la Russia
- Stretti di Tiran - tra la penisola del Sinai e l'Arabia Saudita
- Stretto di Torres - tra la Nuova Guinea e l'Australia
- Stretto di Tsugaru - tra le isole di Hokkaidō e Honshū in Giappone
- Stretto di Tsushima - parte orientale dello Stretto di Corea

## V
- Stretto di Vitiaz - tra la Nuova Guinea e la Nuova Britannia

## Y
- Canale dello Yucatán - tra il Messico e Cuba